# Hospitalsgården, Jönköping

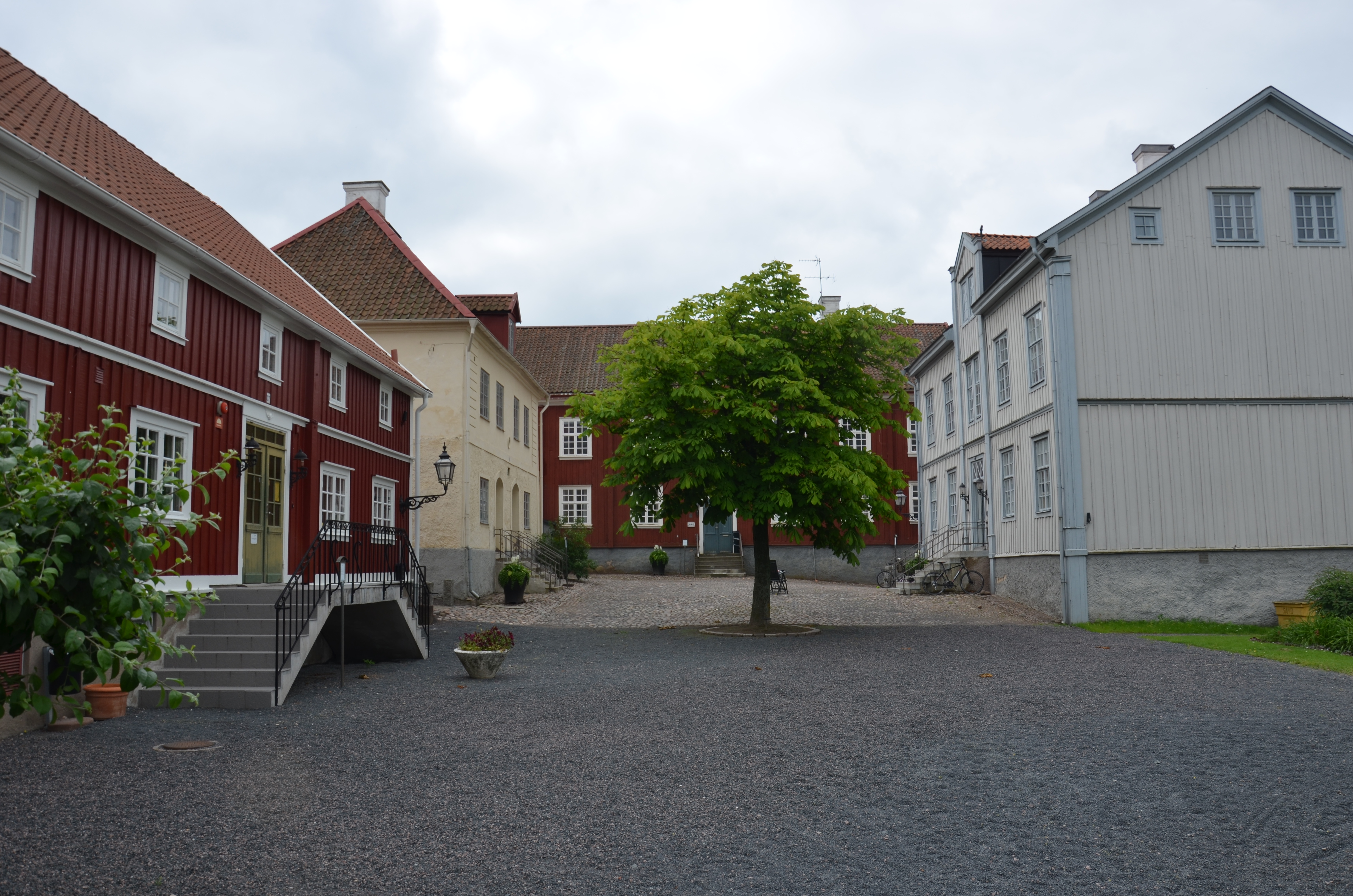
Hospitalsgården med Hospitalshuset i fonden

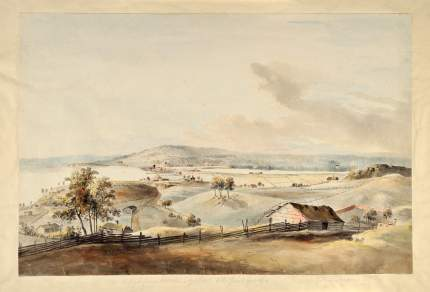
Västra Jönköping, sett från Dunkehalla på 1790-talet. Hospitalsgården ligger något vänster om mitten av bilden. Akvarell av Jonas Carl Linnerhielm.

Hospitalsgården är ett kringbyggd gård på Västra Storgatan på Väster i Jönköping som består av ett antal av de äldsta bevarade byggnaderna på Väster, bland annat Hospitalshuset och den byggnad som tidigare fungerade som bostad för sysslomannen vid hospitalet.
Hospitalet flyttades till Talavid efter stadsbranden i Jönköping 1612, varefter staden i övrigt återuppbyggdes på tidigare obebyggd mark öster om Hamnkanalen.
Hospitalsgården äldsta hus, Sysslomannabostaden, betraktades länge som också Jönköpings äldsta byggnad, såsom då antogs uppförd på 1500-talet. Den gick under namnet "Johans III:s hospital". Det har dock senare visat sig att hospitalsverksamheten flyttades till denna plats först i början av 1600-talet och att byggnaden uppfördes på 1770-talet. Den stora utbyggnaden av anläggnngen skedde under senare hälften av 1700-talet.
År 1806 tillkom viktualie- och spannmålsboden norr om sysslomannabostaden, senare använd till kursgård. Åren 1851-1852 uppfördes kurhusbyggnaden mitt emot Syysslomannabostaden, Vid början av 1800-talet fanns drygt 15 hus för olika ändamål, inklusive Jönköpings första lasarett från 1770 på andra sidan om landsvägen. Hospitalet hade även trädgård. Vårdinrättningarna avvecklades successivt under 1800-talet. Hospitalets patienter flyttades på 1820-talet till Vadstena, och byggnaden inköptes för lasarettets behov.
År 1877 köpte Jönköpings Tändsticksfabrik området och lasarettet flyttade till ett stort område mellan Barnarpsgatan, Kungsgatan, Lasarettsparken och Gjuterigatan, i södra delen av dåvarande stadsdelen Förstaden. Byggnaderna på Hospitalsgården användes framför allt till arbetarbostäder.
År 1970 köpte Jönköpings kommun tillbaka området från Jönköpings Tändsticksfabriks efterträdare Svenska Tändsticks AB.

## Bildgalleri

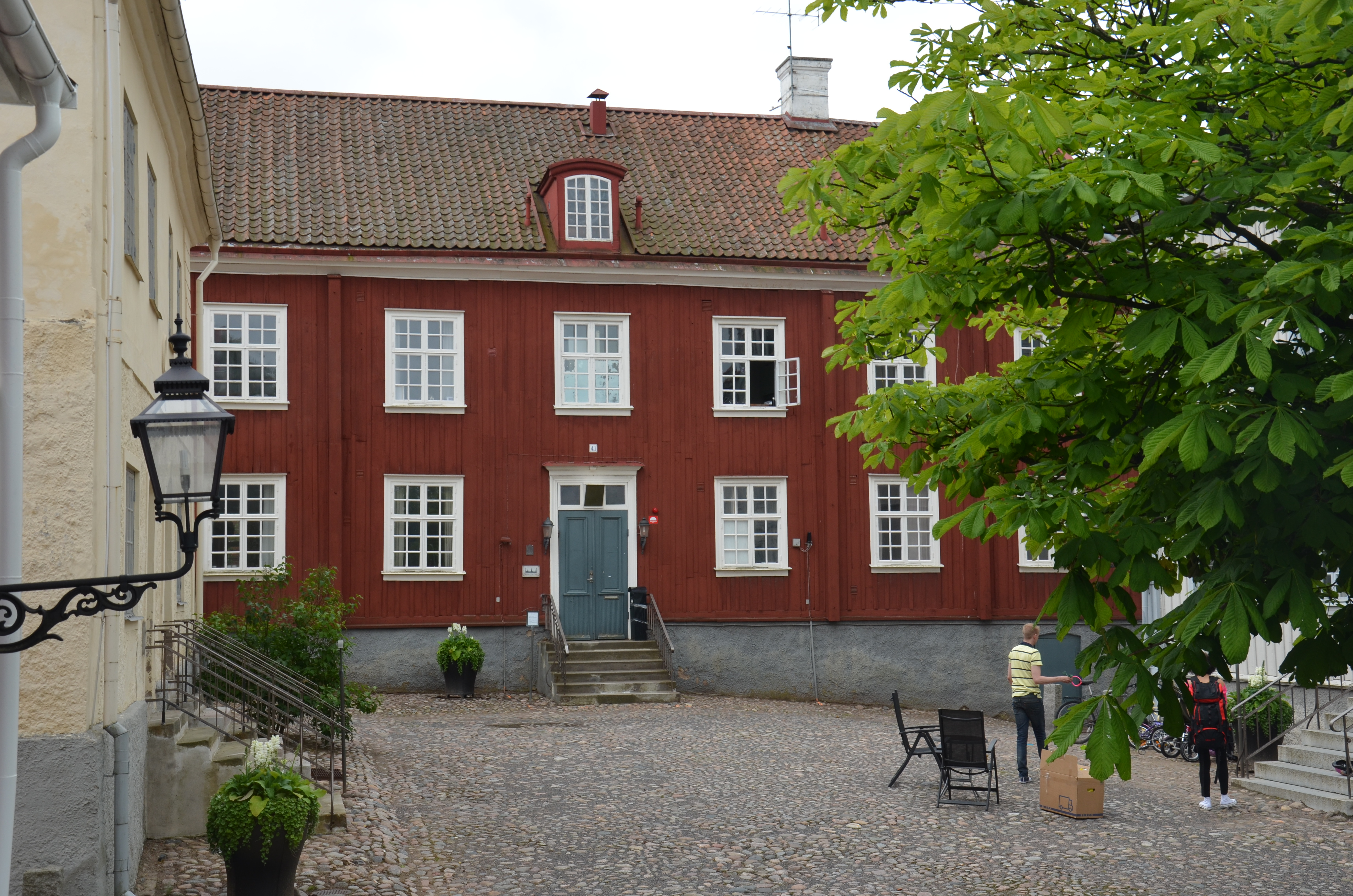
Hospitalshuset
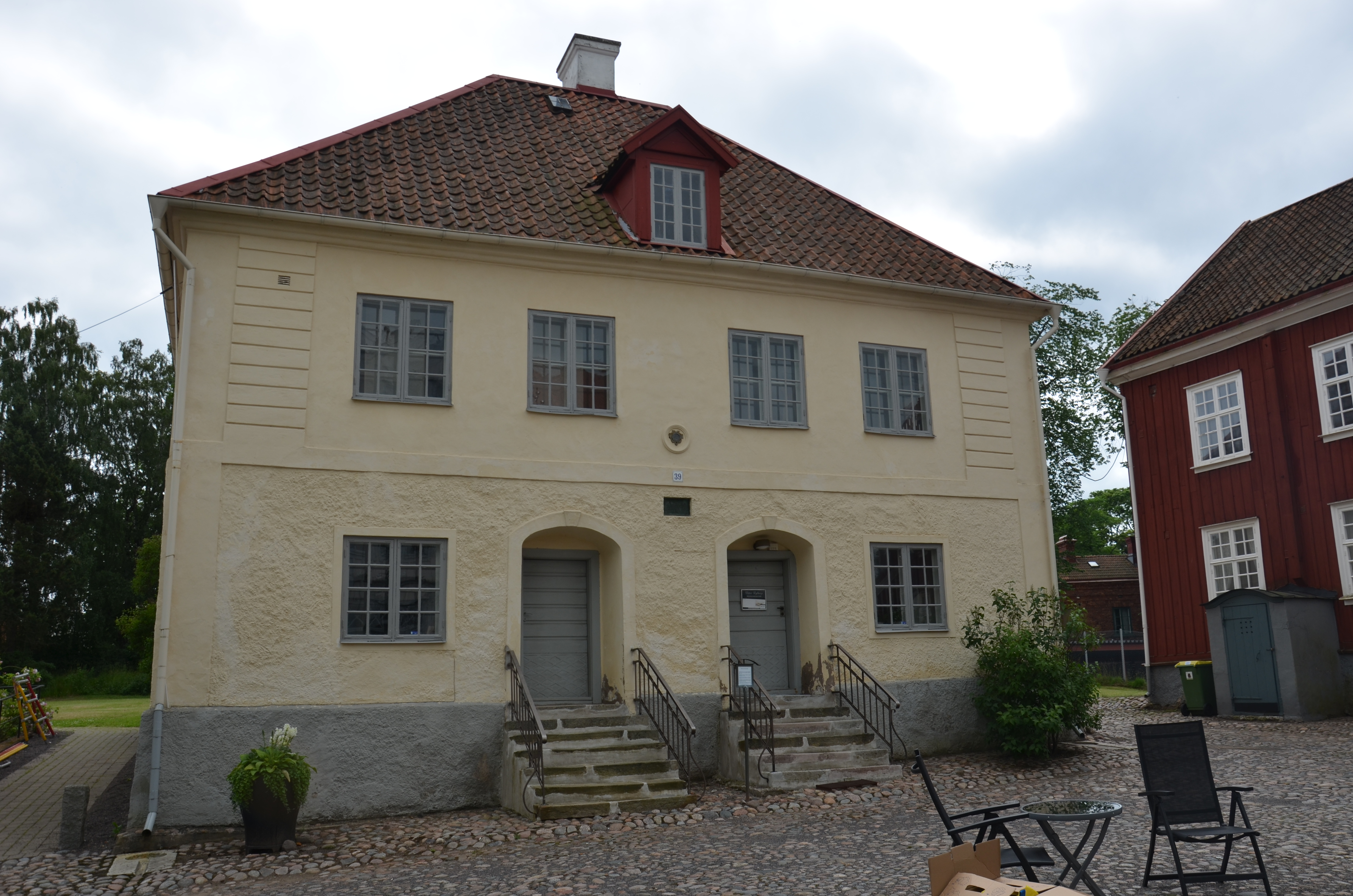
Sysslomannabostaden från 1770-talet
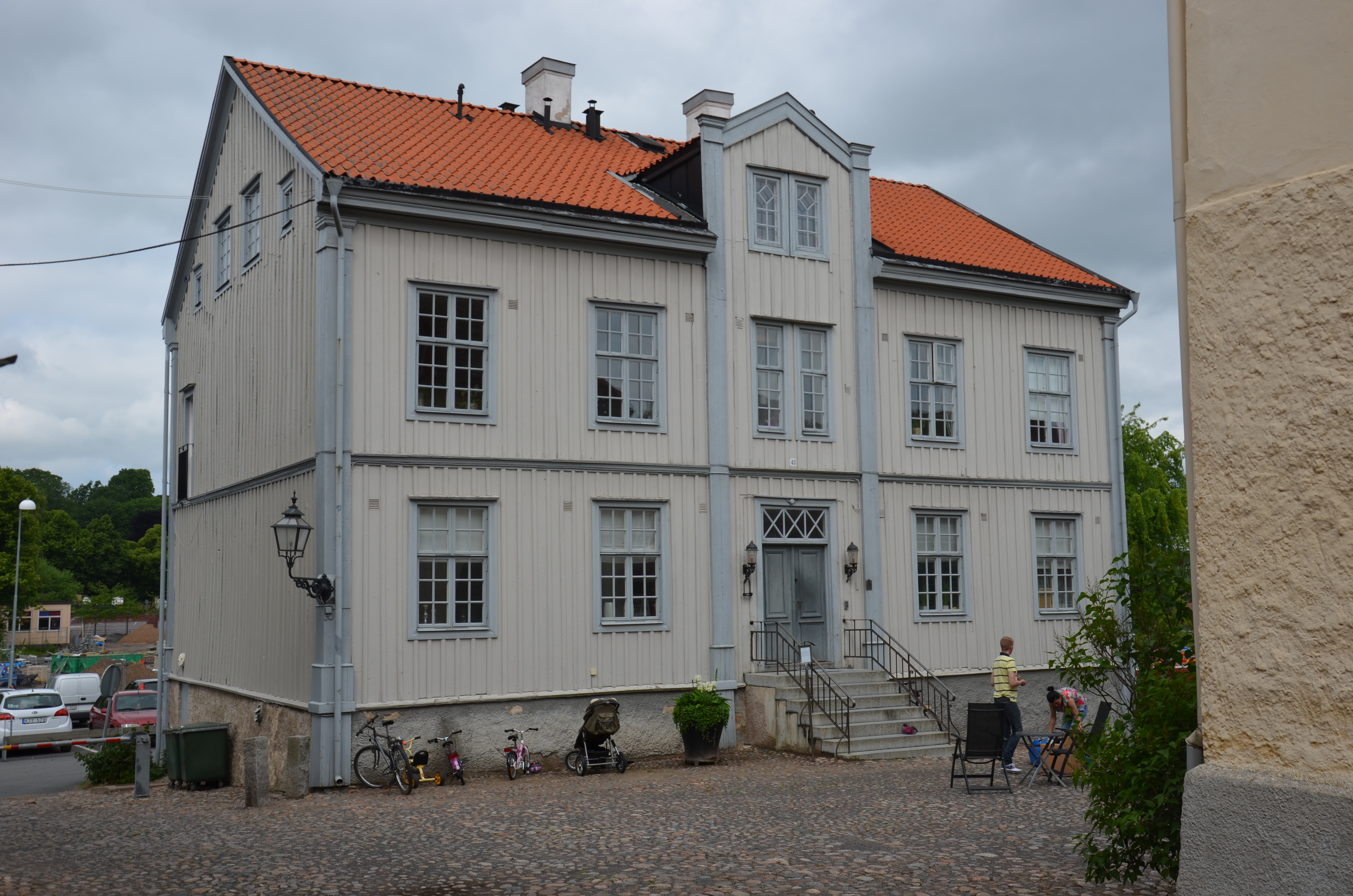
Kurhusbyggnaden
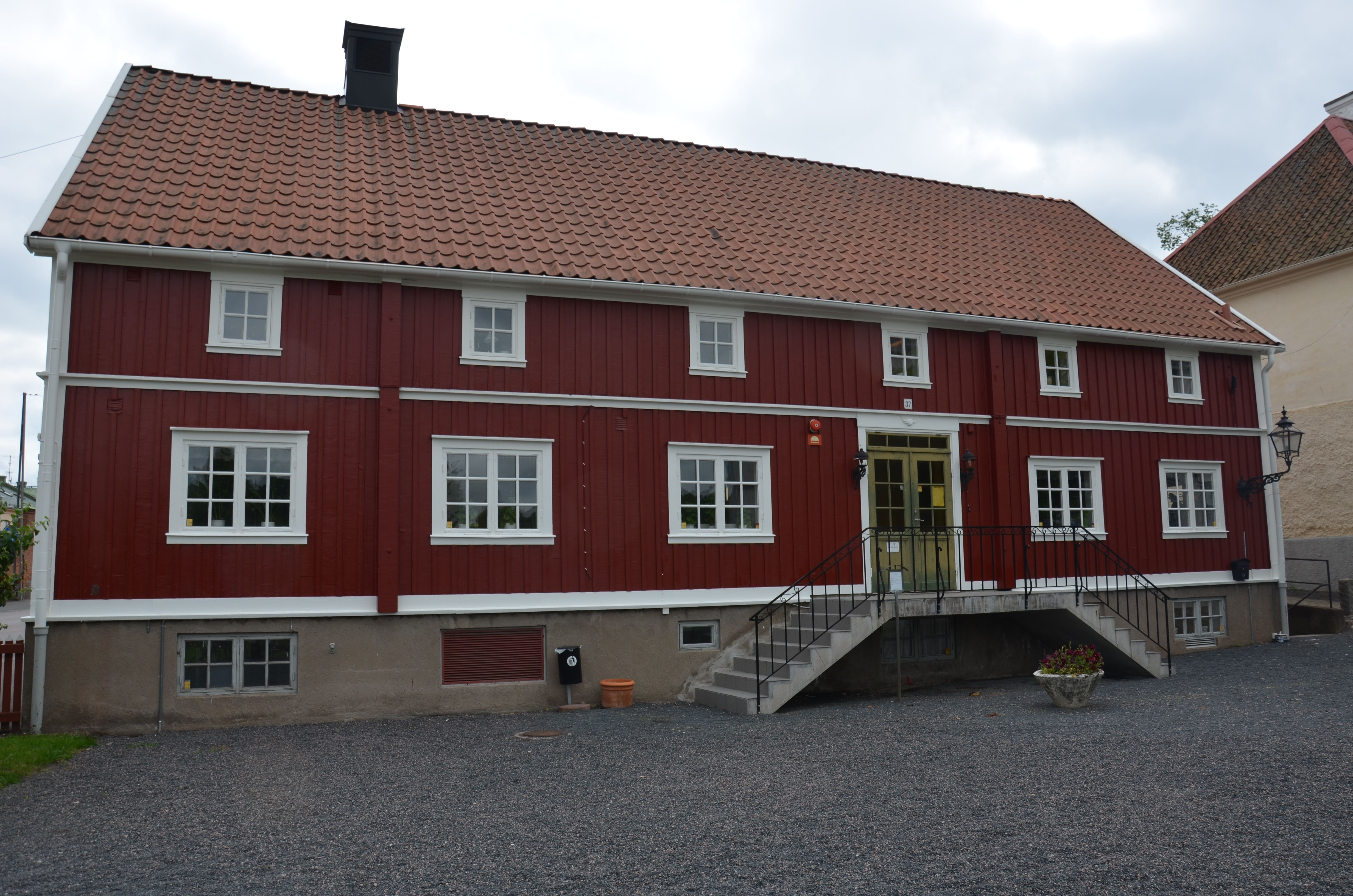
Viktualie- och spannmålsboden